# 第三军团 (小说)
《第三军团》是中国儿童文学作家张之路创作的一部长篇现实题材少年小说，于1991年1月由少年儿童出版社首次出版，并于1993年改编为电视剧。 
《第三军团》被认为是张之路的代表作品，其先后获得中国图书奖、宋庆龄儿童文学奖、全国优秀儿童文学奖与冰心儿童文学奖。该作品依托群像叙事的写作手法，通过描摹“第三军团”这一“问题少年”组织在“问题社会”之下的抗争，表现了改革开放初期混乱的社会状态对青少年成长的影响。

## 作品标题
《第三军团》这一标题源自小说中描写的“第三军团”组织。在小说中，这一组织的起名缘由为：军队是“第一军团”，警察是“第二军团”，而他们要做“第三军团”，专门管警察与军队管不了的事。

## 剧情概要
辅民中学校长顾永泰为调查“第三军团”这一“流氓团伙”，派遣新来的教师华晓进入高二（5）班，假扮成学生学习。随着调查的不断深入，华晓意外发现“第三军团”仅由班长常振家、体育委员陆文虎、物理课代表骆强、“飞贼”鲁湘舟与刘天人五位学生组成，是行侠仗义、鋤強扶弱的组织。最后，因为“第三军团”做出违法行为，公安机关找到学校，顾永泰决定替“第三军团”顶罪，并前往派出所自首。

## 角色介绍
顾永泰
辅民中学的新任校长，得知“第三军团”的存在后便想方设法地对其进行调查，甚至还将新老师华晓派往高二（5）班充当学生调查。后来，其通过刘天人的篆刻，逐渐摸清了“第三军团”的情况，同时反省了自己的教育方式。最终，顾永泰为了保护“第三军团”的成员，主动替他们顶罪。
蒲乐章
本书中的主要反派，曾在文化大革命期间卖小红书发财，并作为红卫兵对骆强父亲进行批斗、殴打与迫害，致使其腿部残疾，沦为鞋匠。改革开放后，蒲乐章开设“众生贸易公司”，从事卖黄书、卖假药、卖假酒、卖毒品、卖假护照的生意，并因而发家致富。
郭大伟
本书中的反派人物，辅民中学学生，在学校勒索低年级学生的财物，捣乱课堂，孤立同学，目无尊长，为欺软怕硬的霸凌者。
包方侃
本书中的反派人物，看似老实的辅民中学学生，其不仅多次欺骗老师，而且还发布“华北五省中学生文学联合会”的入会通知，招揽爱好写作的学生，榨取会费。之后，其发起“全国首届中学生文学社诗歌大赛”，继续收取高额费用，并以“萧文”的名义制造了一起诈骗案。

根据作者的回忆，《第三军团》创作于1980年代末至1991年，反映的是文化大革命后出现的种种社会问题。例如在小说中，小混混在校门前敲诈学生，流氓团伙在公交车上打人闹事，反派制作、贩卖淫秽物品，对女学生进行性侵犯的流氓刚送进派出所又被释放。在这种恶劣的社会环境下，人人自危，与社会黑暗抗争的组织便会应运而生。

1. 
2. 
3. 
4. 
5. 
6. 